# Semotilus lumbee
Semotilus lumbee är en fiskart som beskrevs av Snelson och Suttkus, 1978. Semotilus lumbee ingår i släktet Semotilus och familjen karpfiskar. IUCN kategoriserar arten globalt som otillräckligt studerad. Inga underarter finns listade i Catalogue of Life.